# Arvid Nils Stenbock
Arvid Nils Stenbock, född 27 september 1738 i Stockholm, död 1 maj 1782 i Stockholm, var en svensk greve och överste. 

## Biografi
Arvid Nils Stenbock föddes 1738 i Stockholm. Han var son till landshövding greve Gustaf Leonard Stenbock och grevinnan Fredrika Eleonnora Horn af Ekebyholm.
Stenbock var hovman och utnämndes 1748 till kammarherre. 1760 blev han kapten vid Arméns flotta och sedermera première-major vid Upplands regemente. Han var också chef Hälsinge regemente mellan 1776 och 1782.
Han var en av Kungliga Musikaliska Akademiens stiftare 1771.

### Egendom
Stenbock ägde Rånäs i Fasterna socken.

### Familj
Stenbock gifte sig 11 maj 1762 i Karlskrona med friherrinnan Eva Charlotta Strömfelt (1744–1765), dotter till presidenten friherre Carl Harald Strömfelt och friherrinnan Beata Elisabet Siöblad. De fick tillsammans barnen generalmajoren Magnus Stenbock (1763–1822) och förste stallmästaren Gustaf Harald Stenbock (1764–1833).